# Elis Svensson
Elis Svensson, född  25 oktober 1880 i Tisselskogs församling, Dalsland, Älvsborgs län, död där 18 april 1964, var en svensk slussvakt, målare och träsnidare.  
Svensson var som målare och träsnidare autodidakt. Han medverkade i några konstutställningar i Steneby och på Röhsska konstslöjdmuseet i Göteborg samt en konsthantverksutställning i London. I sina målningar sökte han sig i Otto Hesselboms efterföljd gärna motiv från det dalsländska landskapet där hans mest kända verk är Utsikt från Buterudsklacken som han målade 1938. Som träsnidare utförde han mindre figur och djurgrupper. Svensson räknades av sin samtid som en originell människa med en äkta spontan naivistisk skaparförmåga.